# سالي ماير
سالي ماير (بالألمانية: Sally Mayer)‏ (و. 1889 – 1944 م) هو طبيب ألماني، ولد في ماين.